# Озеро Осени
О́зеро О́сени (лат. Lacus Autumni) — относительно небольшое лунное море, расположенное на краю видимой стороны Луны в западной части.
Селенографические координаты объекта — 11°49′ ю. ш. 83°10′ з. д. / 11,81° ю. ш. 83,17° з. д., максимальный размер — около 200 км.
Озеро Осени находится между кольцевыми хребтами, окружающими Море Восточное, — горами Рука (внутренним кольцом) и Кордильерами (внешним). Горы Рука отделяют Озеро Осени от Озера Весны.
К северу от Озера Осени находится кратер Шлютер A, а за ним — кратер Шлютер (лат. Crater Schluter). Юго-западнее озера лежит кратер Лаллеман.